# Ahmad Dżibril
Ahmad Dżibril (arab. أحمد جبريل, Aḥmad Ǧibrīl; ur. 1938 w Jafie, zm. 7 lipca 2021 w Damaszku) – palestyński działacz nacjonalistyczny.

## Życiorys
Urodził się w 1938 roku w Jafie. W 1967 roku dołączył do Ludowego Frontu Wyzwolenia Palestyny. Wystąpił z formacji po konflikcie z Georgesem Habaszem. W 1968 roku utworzył formację Ludowy Front Wyzwolenia Palestyny – Główne Dowództwo. Wraz z dowodzoną formacją rezydował w Syrii. W syryjskiej wojnie domowej poparł reżim Baszszara al-Asada.